# Crazy Train
Crazy Train – debiutancki solowy singel brytyjskiego wokalisty i muzyka Ozzy’ego Osbourne’a. Był pierwszym z singli promujących wydany 20 września 1980 roku debutancki solowy album Osbourne’a, Blizzard of Ozz. Pierwotnie został wydany w formacie winyl 7” we wrześniu 1980 roku w Wielkiej Brytanii nakładem Jet Records z zawartym na stronie B utworem „You Lookin’ at Me Lookin’ at You”. Następnie, do 1981 roku, singel ukazał się jeszcze w Europie, Australii, Stanach Zjednoczonych i Kanadzie. W 1987 roku nakładem Epic Records w Wielkiej Brytanii do sprzedaży trafiła wersja live singla w formacie winyl 12”, gdzie na stronie B obecna była studyjna wersja utworu „Crazy Train” oraz utwór „I Don’t Know”. Później wersję live wydano w Stanach Zjednoczonych nakładem CBS Associated Records.
Singel z utworem „Crazy Train” dotarł do 49. miejsca brytyjskiej listy przebojów, ponadto osiągnął 9. miejsce notowania Mainstream Rock Tracks, publikowanego przez tygodnik Billboard. Solo gitarowe z utworu autorstwa Randy’ego Rhoadsa znalazło się na 9. miejscu listy 15 najlepszych sol gitarowych wszech czasów, stworzonej przez redakcję miesięcznika Guitar World w oparciu o wyniki ankiety sporządzonej wśród czytelników.

## Opis i geneza
Singel „Crazy Train” był pierwszym wydawnictwem Ozzy’ego Osbourne’a opublikowanym przez niego po odejściu  z zespołu Black Sabbath w 1978 roku. Tekst utworu „Crazy Train” opowiada o zimnej wojnie, a podmiot liryczny porusza w nim temat tego, kiedy wszyscy ludzie będą mogli nauczyć się kochać innych w świecie, który oszalał. Zarówno za napisanie tekstu, jak i skomponowanie muzyki do utworu odpowiadali Ozzy Osbourne oraz gitarzysta Randy Rhoads i basista Bob Daisley. Tytuł utworu, „Crazy Train” (pol. „Szalony pociąg”), jest pomysłem Boba Daisleya, który mianem „szalonego pociągu” określił efekty swojej i Randy’ego Rhoadsa pracy nad muzyką. Jak wspominał w wywiadzie dla serwisu Songfacts: 

(...) Randy lubił pociągi – kolekcjonował modele pociągów, ja zresztą też. Zawsze byłem miłośnikiem pociągów, podobnie jak Randy. Więc stwierdziłem: „Randy, to brzmi jak pociąg. Ale jednak szaleńczo”. Wówczas powiedziałem: „Szalony pociąg”. Cóż, wtedy narodził się tytuł. (...).

W warstwie muzycznej utwór cechuje charakterystyczny riff gitarowy Randy’ego Rhoadsa. Riff ten pomógł Rhoadsowi stworzyć jego przyjaciel Greg Leon, który w ten sposób odwdzięczył mu się za to, że wcześniej wyznaczył go jako swojego następcę w zespole Quiet Riot. Zgodnie ze wspomnieniami samego Leona: 

Spędzaliśmy razem czas i pokazałem mu riff ze „Swingtown” Steve’a Millera. Powiedziałem: „Zobacz, co się stanie, gdy przyspieszysz ten riff”. Trochę się powygłupialiśmy i następną rzeczą, jaką pamiętam, było to, że przeniósł to na całkowicie inny poziom i skończył tworząc riff „Crazy Train”.

Steve Huey z serwisu AllMusic nazwał riff Rhoadsa „klasykiem wykorzystującym pełną skalę molową w sposób niespotykany od czasów świetności Ritchiego Blackmore’a z Deep Purple”.

## Wersjalive
Utwór „Crazy Train” został wydany w wersji live w 1987 roku na singlu, ponadto stanowił część setlisty wydanego w tym samym roku podwójnego albumu koncertowego Tribute, poświęconego pamięci tragicznie zmarłego w katastrofie lotniczej w 1982 roku Randy’ego Rhoadsa.

## Lista utworów

### Wersja studyjna
Opracowano na podstawie materiału źródłowego.
Wydania winyl 7” brytyjskie, europejskie i australijskie 1980
| Nr | Tytuł utworu                       | Autorzy                                  | Długość |
| -- | ---------------------------------- | ---------------------------------------- | ------- |
| 1. | „Crazy Train”                      | Ozzy Osbourne, Randy Rhoads, Bob Daisley | 4:15    |
| 2. | „You Lookin’ at Me Lookin’ at You” | Ozzy Osbourne, Randy Rhoads, Bob Daisley | 4:12    |
|    |                                    |                                          | 8:27    |

Wydanie winyl 7” amerykańskie 1981
| Nr | Tytuł utworu  | Autorzy                                  | Długość |
| -- | ------------- | ---------------------------------------- | ------- |
| 1. | „Crazy Train” | Ozzy Osbourne, Randy Rhoads, Bob Daisley | 4:50    |
| 2. | „Crazy Train” | Ozzy Osbourne, Randy Rhoads, Bob Daisley | 4:50    |
|    |               |                                          | 9:40    |

Wydanie winyl 7” amerykańskie 1981
| Nr | Tytuł utworu             | Autorzy                                  | Długość |
| -- | ------------------------ | ---------------------------------------- | ------- |
| 1. | „Crazy Train”            | Ozzy Osbourne, Randy Rhoads, Bob Daisley | 4:50    |
| 2. | „Steal Away (The Night)” | Ozzy Osbourne, Randy Rhoads, Bob Daisley | 3:27    |
|    |                          |                                          | 8:17    |

Wydanie winyl 7” amerykańskie i kanadyjskie 1981
| Nr | Tytuł utworu             | Autorzy                                  | Długość |
| -- | ------------------------ | ---------------------------------------- | ------- |
| 1. | „Crazy Train”            | Ozzy Osbourne, Randy Rhoads, Bob Daisley | 4:50    |
| 2. | „Steal Away (The Night)” | Ozzy Osbourne, Randy Rhoads, Bob Daisley | 3:27    |
|    |                          |                                          | 8:17    |

### Wersjalive
Opracowano na podstawie materiału źródłowego.
Wydanie winyl 12” brytyjskie 1987
| Nr | Tytuł utworu         | Autorzy                                  | Długość |
| -- | -------------------- | ---------------------------------------- | ------- |
| 1. | „Crazy Train (Live)” | Ozzy Osbourne, Randy Rhoads, Bob Daisley | 5:12    |
| 2. | „Crazy Train”        | Ozzy Osbourne, Randy Rhoads, Bob Daisley | 4:48    |
| 3. | „I Don’t Know”       | Ozzy Osbourne, Randy Rhoads, Bob Daisley | 5:43    |
|    |                      |                                          | 15:43   |

Wydanie winyl 7” brytyjskie 1987
| Nr | Tytuł utworu         | Autorzy                                  | Długość |
| -- | -------------------- | ---------------------------------------- | ------- |
| 1. | „Crazy Train (Live)” | Ozzy Osbourne, Randy Rhoads, Bob Daisley | 4:03    |
| 2. | „Crazy Train”        | Ozzy Osbourne, Randy Rhoads, Bob Daisley | 4:48    |
|    |                      |                                          | 8:51    |

Wydanie winyl 7” amerykańskie 1987
| Nr | Tytuł utworu         | Autorzy                                  | Długość |
| -- | -------------------- | ---------------------------------------- | ------- |
| 1. | „Crazy Train”        | Ozzy Osbourne, Randy Rhoads, Bob Daisley | 4:48    |
| 2. | „Crazy Train (Live)” | Ozzy Osbourne, Randy Rhoads, Bob Daisley | 4:03    |
|    |                      |                                          | 8:51    |

## Twórcy
Wersja studyjna
- Ozzy Osbourne – wokal
- Randy Rhoads – gitara
- Bob Daisley – gitara basowa
- Lee Kerslake – perkusja

Wersja live
- Ozzy Osbourne – wokal
- Randy Rhoads – gitara
- Rudy Sarzo – gitara basowa
- Don Airey – instrumenty klawiszowe
- Tommy Aldridge – perkusja